# Шевченко Артем Валерійович
Арте́м Вале́рійович Шевче́нко (* 30 жовтня 1977, Дніпропетровськ, УРСР) — український тележурналіст, колишній генеральний директор каналу ТВі (2013). Директор Департаменту комунікацій МВС України з 2 червня 2015 року.

## Біографія

### Ранні роки. Освіта
Телебаченням займається з 10-го класу середньої школи. Після трьох курсів навчання на факультеті систем і засобів масової комунікації Дніпропетровського держуніверситету перевівся в Інститут журналістики Київського Національного університету ім. Шевченка, який і закінчив.

### Журналістська діяльність
Працював журналістом на телеканалах СТБ, ICTV, 1+1, Тоніс, Інтер. Був шеф-редактором та ведучим новин телеканалу «Тоніс». На «Інтері» з 24 березня 2008 по 2009 рік вів програму журналістських розслідувань «Агенти впливу». Був ведучим програм «Знак Оклику», «Знак Оклику. Щодня» та «Особливий формат» на телеканалі ТВі. З 7 квітня 2014 року співпрацював з телеканалом «Еспресо TV».
Має досвід репортерської роботи у висвітленні військових конфліктів у гарячих точках: Балкани, Кавказ, Ізраїль, Ірак. Лауреат премії Нацради з питань ТБ та радіомовлення «Телетріумф» за 2001 рік у номінації «Найкращий репортер[недоступне посилання з серпня 2019]».

### Генеральний директорТВі
У 2013 році деякий час очолював телеканал ТВі (в часі корпоративного конфлікту навколо нього).

### Робота в МВС
Як директор Департаменту комунікацій МВС України відзначився розміщенням відео про нібито корупційну зустріч голови Одеської ОДА Міхеіла Саакашвілі з російським мільярдером. Відео з'явилось на каналі YouTube одразу після скандалу в Адміністрації Президента України між Саакашвілі та керівником МВС Арсеном Аваковим. За визначенням Саакашвілі та блогерів, відео є низькопробною підробкою. Пізніше таку можливість припустив і Арсен Аваков.
Став автором ідеї та сценаристом документального фільму «Позивний Італієць» про українського нацгвардійця Віталія Марківа.

## Нагороди
- Премія Телетріумф у номінації «Репортер» (2001)